# 습비부
습비부(習比部)는 신라 6부의 하나로서, 사피부(斯彼部)라고도 한다 천북, 갈곡(葛谷), 물이촌(勿伊村), 잉구며촌(仍仇旀村) 등 경주의 동북촌이 속하였다. 대체로 지금의 경주시 천북면 일대가 해당되었다. 천북면과 달리 안강읍과 강동면은 신라와 고려 기간 안강현(安康縣)이라는 독립적인 행정 구역에 속한 지역으로서, 습비부에 속한 지역이 아니다.
습비(習比)·사피(斯彼)의 뜻은 숲(林)이며 재구음은 '/*supi/'였다는 견해가 있다. 예로부터 숲이 많아 섭들(신평리·薪坪里)이라 불리던 지금의 신평동 부근으로 비정한다. 또한 '고야(髙耶)'는 후기 상고 한음 /*kola/로 재구되는데 『한국지명총람』에 실린 천군동 지명으로 ‘고래, 고래논, 고랫들’이 청단 동북쪽에 있었다고 한다. ‘고래’는 낮은 지대, 움푹 내려앉은 땅에 붙이는 이름이므로 습비(習比)의 위치로 비정되는 신평천의 서남쪽에 지대가 낮고 물이 풍부한 지역인 천군동 일대로 비정한다.

## 역사
촌장 호진(虎珍)이 경주 금강산(金剛山)으로 내려와서 사로 6촌의 일원이 되었다. 신라 유리 이사금이 명활산고야촌(明佸山髙耶村)을 습비부라 고치고 설(薛)씨라 사성하였다. 고려 태조가 임천부(臨川部)로 개칭하였다.

## 습비부에 소속된 지역
- 나림(奈林)

지금의 영천시인 임고군(臨皐郡)의 골화(骨火), 지금의 청도군과 동경주, 안강 일대에 걸친 대성군(大城郡)의 혈례(穴禮)와 더불어 신라삼산 중 하나로, 대사(大祀)를 지낸 곳이다. 이명으로는 나력(奈歷)이 있다. 낭산(狼山)에 비정하는 설이 있지만 구체적인 위치는 알 수 없다.
- 갈곡(葛谷)

궐곡(闕谷)이라고도 한다. 지금의 경주시 천북면 갈곡리이다.
- 물이(勿伊)

현재의 위치는 정확하게 알 수 없다. 세종실록 지리지 경주부 편에 따르면 이 곳에 자기를 굽는 자기소(磁器所)가 있었다고 한다.

## 같이 보기
- 진한 6부
- 대성군
- 상성군